# Supercopa d'Europa de futbol 2019
La Supercopa d'Europa 2019 fou la 44a edició de la Supercopa de la UEFA, un partit de futbol anual organitzat per la UEFA i disputada pels campions de les dues principals competicions europees de clubs, la Lliga de Campions de la UEFA i la Lliga Europa de la UEFA.
El partit el varen disputar el Liverpool FC, campió de la Lliga de Campions de la UEFA 2018–19, i el Chelsea FC, campió de la Lliga Europa de la UEFA 2018–19.
Es va jugar a l'İnönü Spor Kompleksi d'Istanbul, Turquia. El Liverpool es va proclamar campió, als penals.

## Participants
| Equip        | Raó de la classificació                           | Participacions anteriors (la negreta indica que la van guanyar) |
| ------------ | ------------------------------------------------- | --------------------------------------------------------------- |
| Liverpool FC | Campió de la Lliga de Campions de la UEFA 2018–19 | 5 (1977, 1978, 1984, 2001, 2005)                                |
| Chelsea FC   | Campió de la Lliga Europa de la UEFA 2018–19      | 3 (1998, 2012, 2013)                                            |

## Partit

### Detalls
| Liverpool FC                                         | 2–2 (pr.) | Chelsea FC                                     |
| ---------------------------------------------------- | --------- | ---------------------------------------------- |
| Mané 48', 95'                                        | Informe   | Giroud 36' · Jorginho 101' (p.)                |
| Tanda de penals                                      |           |                                                |
| Firmino · Fabinho · Origi · Alexander-Arnold · Salah | 5–4       | Jorginho · Barkley · Mount · Emerson · Abraham |

| Liverpool | Chelsea |

| GK           | 13 | Adrián                  |      |      |
| RB           | 12 | Joe Gomez               |      |      |
| CB           | 32 | Joël Matip              |      |      |
| CB           | 4  | Virgil van Dijk         |      |      |
| LB           | 26 | Andrew Robertson        |      | 91'  |
| CM           | 7  | James Milner            |      | 64'  |
| CM           | 3  | Fabinho                 |      |      |
| CM           | 14 | Jordan Henderson (c)    | 85'  |      |
| RF           | 15 | Alex Oxlade-Chamberlain |      | 46'  |
| CF           | 11 | Mohamed Salah           |      |      |
| LF           | 10 | Sadio Mané              |      | 103' |
| Banqueta:    |    |                         |      |      |
| GK           | 22 | Andy Lonergan           |      |      |
| GK           | 62 | Caoimhin Kelleher       |      |      |
| DF           | 51 | Ki-Jana Hoever          |      |      |
| DF           | 66 | Trent Alexander-Arnold  | 107' | 91'  |
| MF           | 5  | Georginio Wijnaldum     |      | 64'  |
| MF           | 20 | Adam Lallana            |      |      |
| MF           | 23 | Xherdan Shaqiri         |      |      |
| MF           | 67 | Harvey Elliott          |      |      |
| FW           | 9  | Roberto Firmino         |      | 46'  |
| FW           | 24 | Rhian Brewster          |      |      |
| FW           | 27 | Divock Origi            |      | 103' |
| Entrenador:  |    |                         |      |      |
| Jürgen Klopp |    |                         |      |      |

| GK            | 1  | Kepa Arrizabalaga     |     |      |
| RB            | 28 | César Azpilicueta (c) | 79' |      |
| CB            | 15 | Kurt Zouma            |     |      |
| CB            | 4  | Andreas Christensen   |     | 85'  |
| LB            | 33 | Emerson Palmieri      |     |      |
| CM            | 5  | Jorginho              |     |      |
| CM            | 7  | N'Golo Kanté          |     |      |
| CM            | 17 | Mateo Kovačić         |     | 101' |
| RF            | 22 | Christian Pulisic     |     | 74'  |
| CF            | 18 | Olivier Giroud        |     | 74'  |
| LF            | 11 | Pedro                 |     |      |
| Banqueta:     |    |                       |     |      |
| GK            | 13 | Willy Caballero       |     |      |
| DF            | 2  | Antonio Rüdiger       |     |      |
| DF            | 3  | Marcos Alonso         |     |      |
| DF            | 21 | Davide Zappacosta     |     |      |
| DF            | 29 | Fikayo Tomori         |     | 85'  |
| MF            | 8  | Ross Barkley          |     | 101' |
| MF            | 19 | Mason Mount           |     | 74'  |
| MF            | 47 | Billy Gilmour         |     |      |
| FW            | 9  | Tammy Abraham         |     | 74'  |
| FW            | 10 | Willian               |     |      |
| FW            | 16 | Kenedy                |     |      |
| FW            | 23 | Michy Batshuayi       |     |      |
| Entrenador:   |    |                       |     |      |
| Frank Lampard |    |                       |     |      |

| Regles del Partit - 90 minuts. - 30 minuts de pròrroga si calgués - Tanda de penals en cas que continuï l'empat. - Dotze suplents a la banqueta. - Un màxim de tres canvis durant el partit, i un quart canvi addicional a la pròrroga. |

| Supercopa d'Europa 2019  |
| ------------------------ |
| Anglaterra               |
| Liverpool FC Quart títol |